# Museu da Guerra de Atenas
O Museu da Guerra de Atenas (em grego:  Πολεμικό Μουσείο Αθήνας), é o museu das Forças Armadas Gregas, situado na capital de Atenas, na Grécia. Foi fundado a 18 de julho de 1975. 

## História
Tem como função em exibir os artefactos de armas e investigações relevantes na história da guerra. As coleções dos museus incluem o acervo do Exército da Grécia, com os artefactos de outras civilizações como a China Antiga e o Japão Antigo. Em 1964, o governo grego decidiu fundar o museu, para homenagear todos aqueles que lutaram pela Grécia e sua independência. O projeto do museu foi realizado por uma equipa de cientistas renomados, chefiada pelo professor Thoukidides Valentis da Universidade Politécnica Nacional de Atenas (N.T.U.A). O então presidente da Grécia, Konstantinos Tsatsos, e o ministro da Defesa Nacional da Grécia, Evangelos Averoff-Tositsas, inauguraram o museu a 18 de julho de 1975. As suas várias atividades incluem a publicação de livros, o estabelecimento e manutenção de monumentos e memoriais e o apoio a serviços e agências em toda a Grécia. As áreas de exposição do museu estão distribuídas em quatro níveis (andares) e apresentam as imagens da história grega desde a antiguidade até ao presente. As peças centrais do museu são armas de guerras nas quais a Grécia esteve envolvida.
O museu possui filiais em Náuplia, Peloponeso (1988), Chania, Creta (1995), Trípoli, Peloponeso (1997) e Tessalónica (2000). Após a criação do Museu da Força Aérea Grega, alguns aviões foram transferidos para este museu.

## Galeria

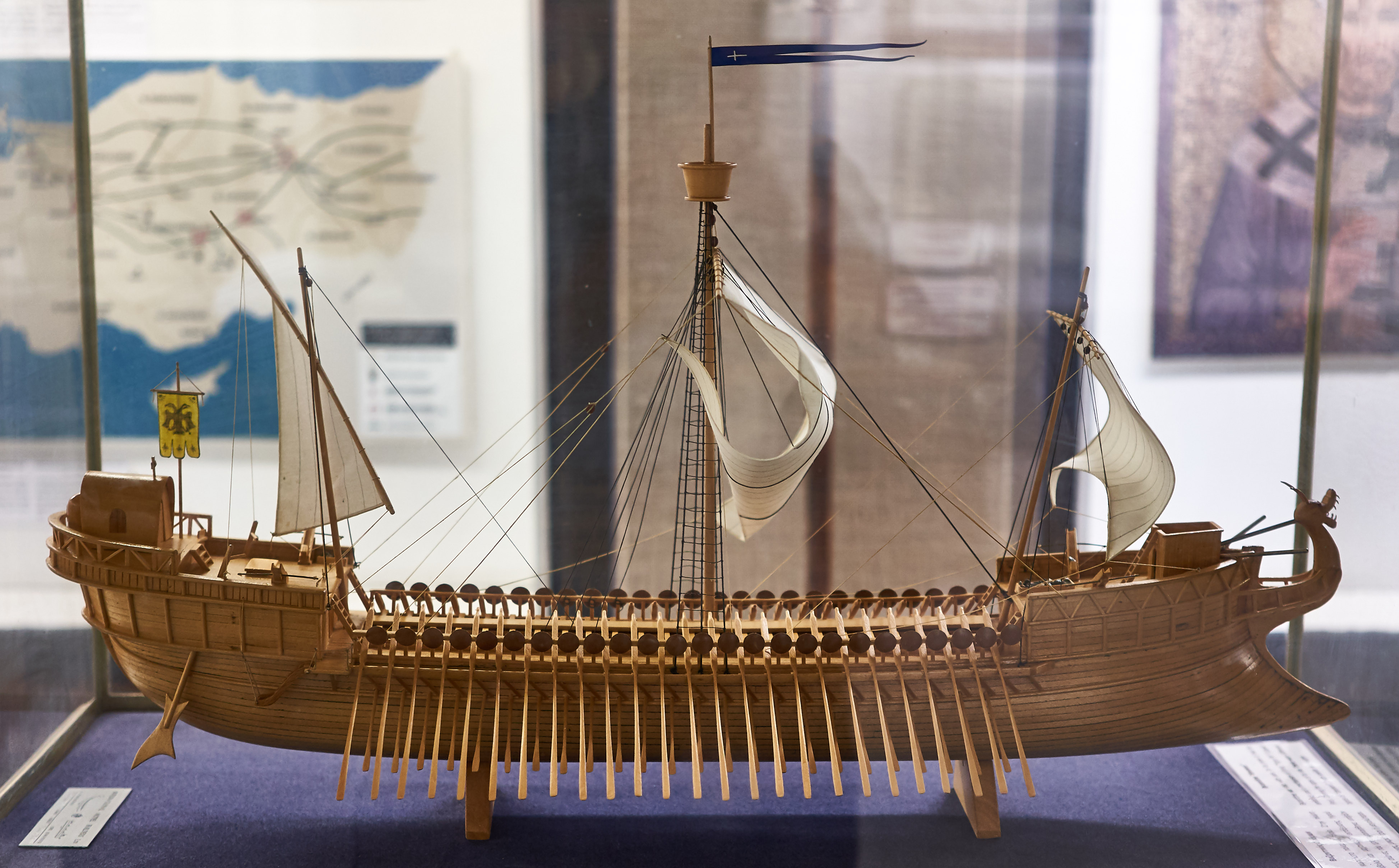
Modelo de um navio de guerra bizantino (Drómon).
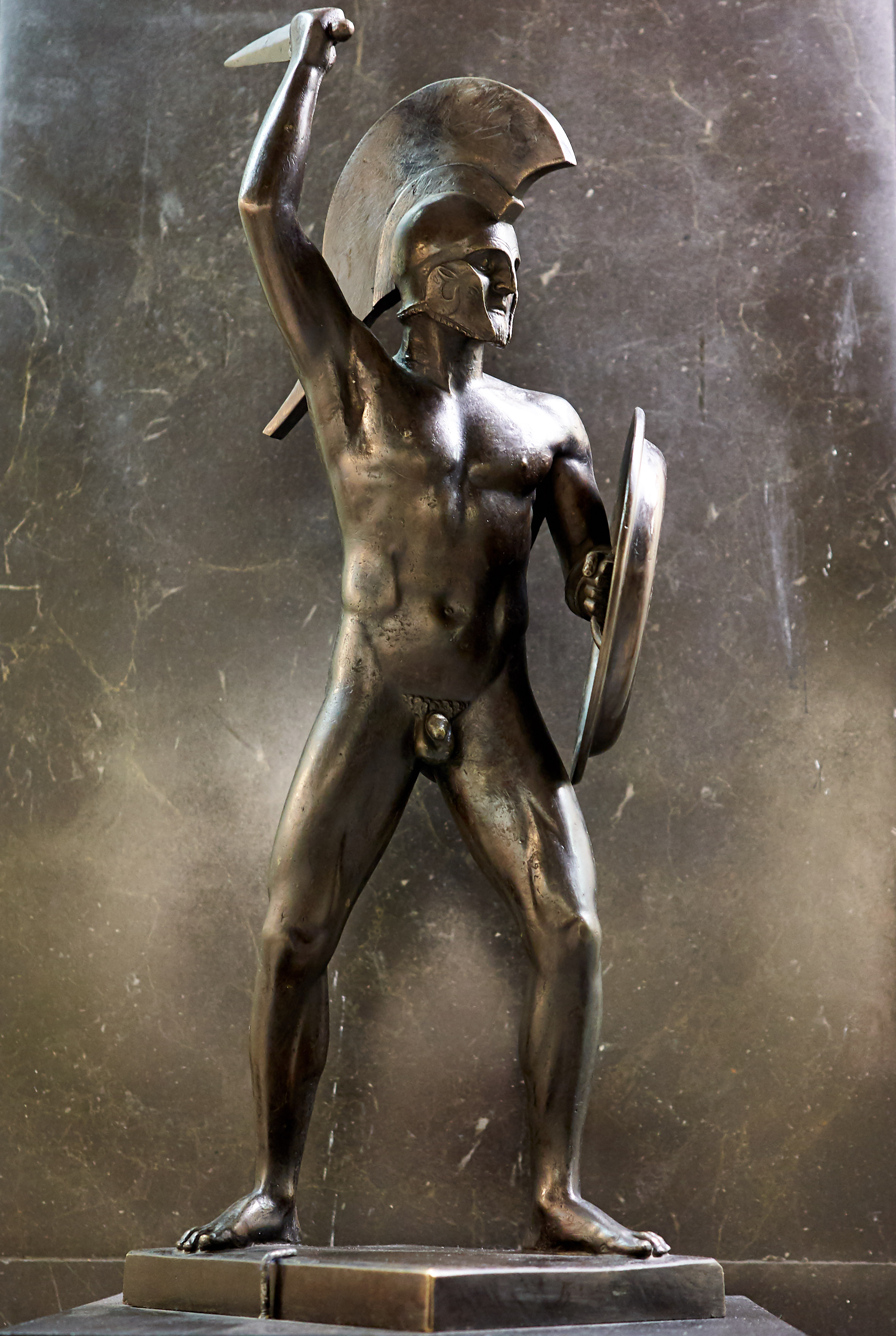
Um grego antigo a lutar, esculpido por Michael Tombros.
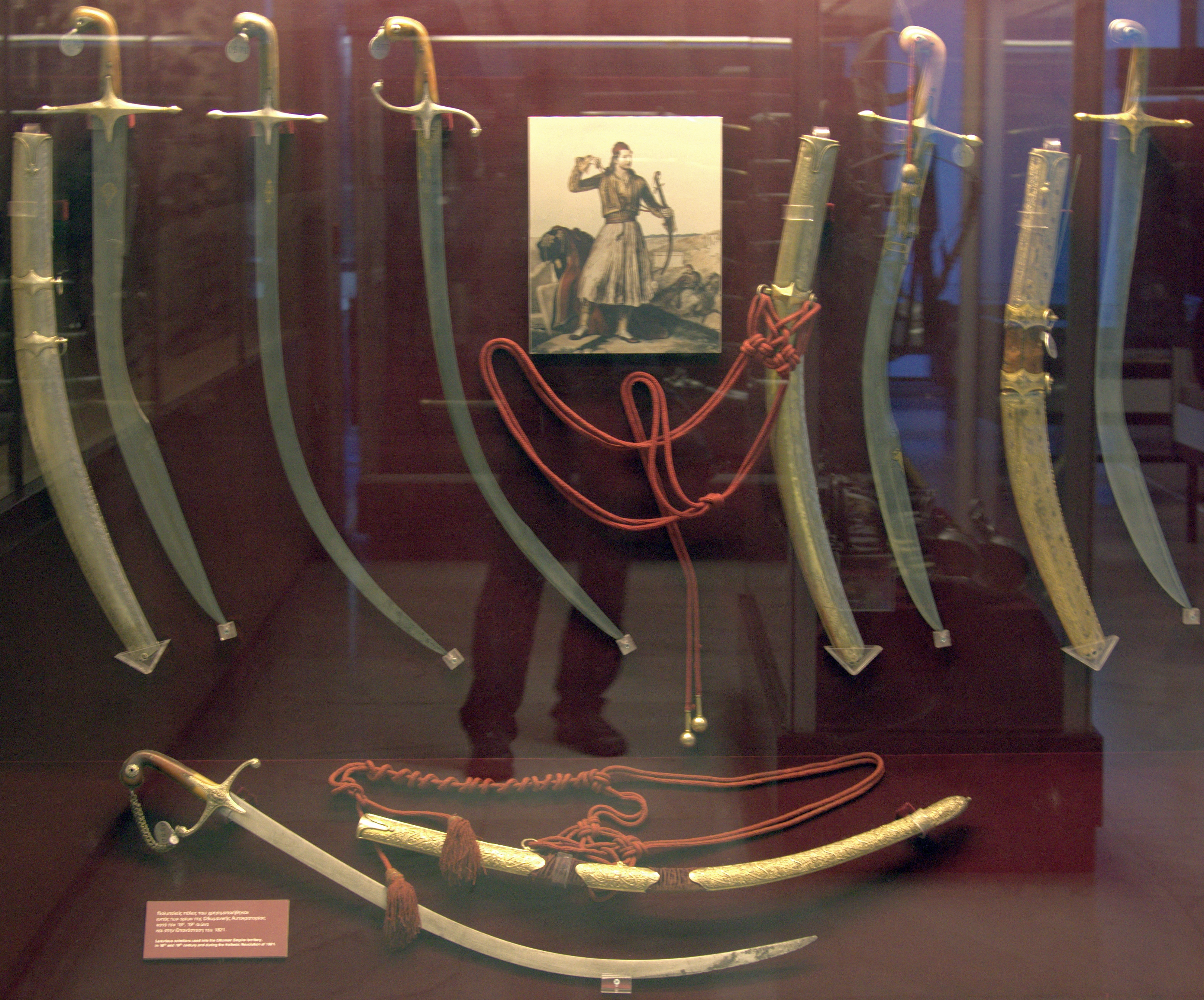
Uma kilij (espada) da Revolução Grega de 1821.
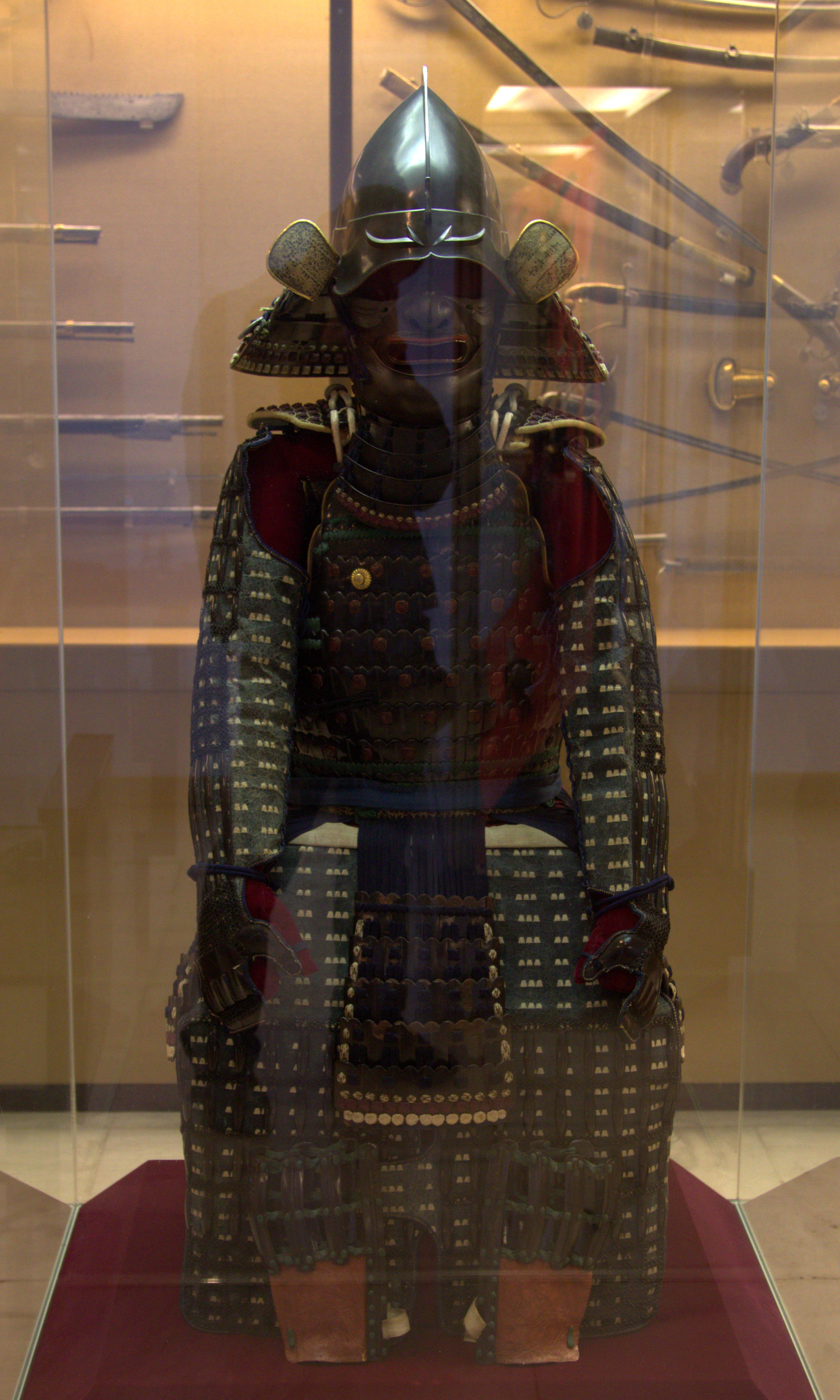
Uma armadura de um guerreiro samurai japonês, datada do século XIV d.C..
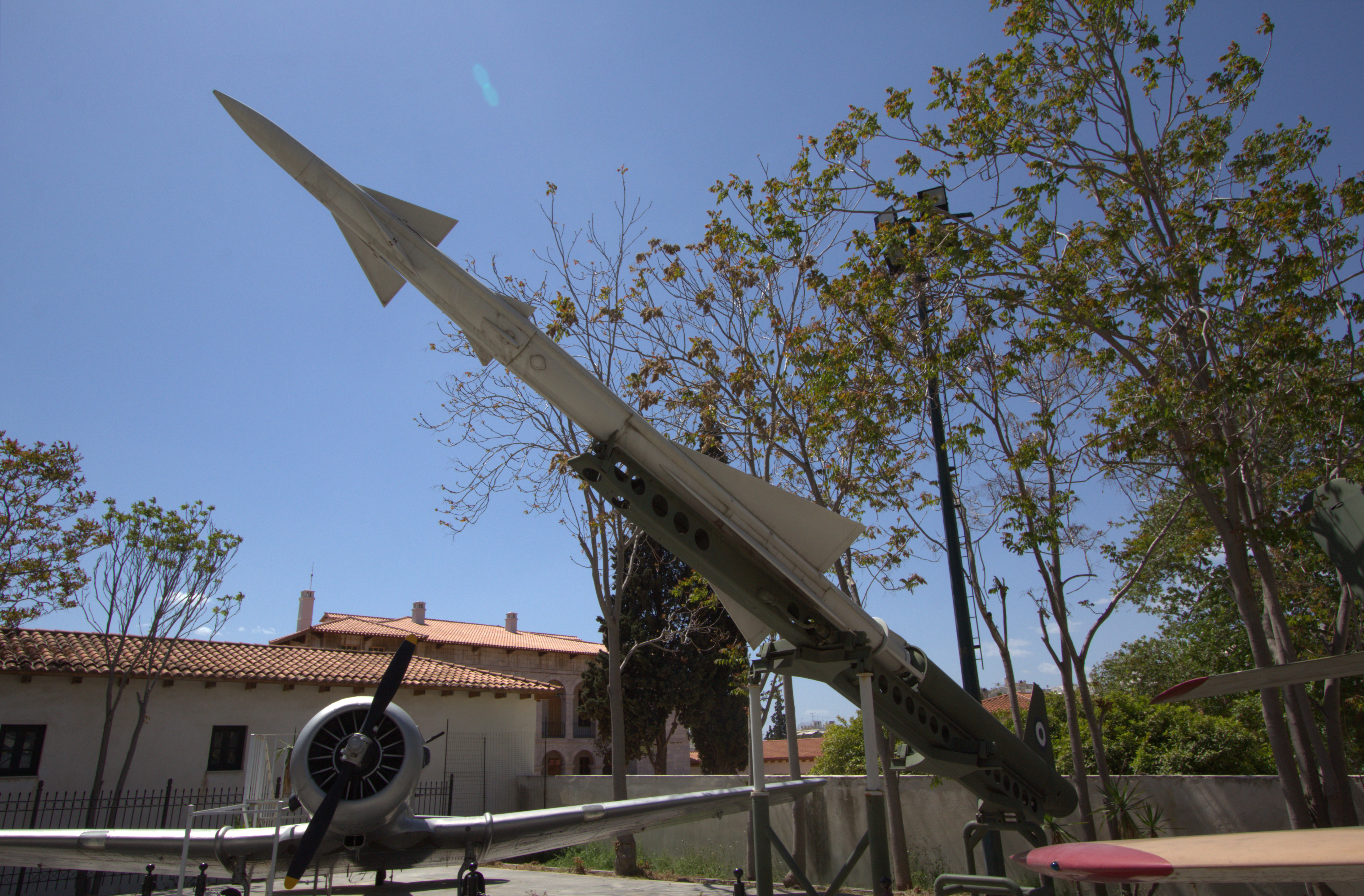
Míssil antiaéreo guiado, terrestre e aéreo.